# Bigorno
Bigorno (in corso Bigornu /biˈornu/) è un comune francese di 78 abitanti situato nel dipartimento dell'Alta Corsica nella regione della Corsica.

## Società

### Evoluzione demografica
Abitanti censiti